# NGC 60
NGC 60 és una galàxia espiral localitzada a la constel·lació dels Peixos. És coneguda pels seus braços espirals inusualment distorsionats, que comunament es deuen als efectes gravitacionals de les galàxies veïnes, però no hi ha galàxies al voltant d'NGC 60 per permetre això.

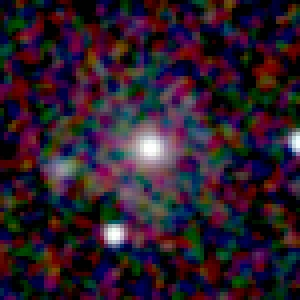
NGC 60 (2MASS)